# Église Vers-Saint-Pierre
Pour les articles homonymes, voir Église Saint-Pierre.
L'église Vers-Saint-Pierre (ou Ancienne Église Saint-Pierre) de Treyvaux, construite dès le VIIIe siècle, se situe dans le canton de Fribourg, en Suisse.

## Description
L'église Vers-Saint-Pierre se situe à l'extérieur de l'actuel village de Treyvaux, à proximité de l'ancien Bailliage d'Illens, d'Arconciel et de la Sarine. Le monument est notamment composé d'une voûte en ogive, d'un arc brisé et de deux fenêtres lancettes. On y accumule au fil des siècles de nombreuses peintures et sculptures. L'église fait partie de l'inventaire des biens culturels d'importance nationale.

## Histoire
Les fondations de l'église remontent à l'époque carolingienne, soit au VIIIe siècle. Le village s'appelle alors Saint-Pierre-de-Treyvaux. Au milieu du XIIe siècle, les moines d'Hauterive en deviennent propriétaires.
Au début du XIVe siècle, la peste s'abat sur la région, forçant les villageois à s'isoler. Au sortir de l'épidémie, les anciens habitants ne souhaitent pas réinvestir les alentours de la chapelle et s'installent dans les terres, à l'encontre de trois vallons, à l'origine du nom de Treyvaux.
Un travail de restauration budgétisé à 700 000 CHF est entrepris en 1991 et achevé en 2006. Le plus ancien décor à figures du canton y est découvert, dont la datation est estimée vers 1200. Les peintures romanes montrent six apôtres de chaque côté du chœur.